# Bellevalia brevipedicellata
Bellevalia brevipedicellata là một loài thực vật có hoa trong họ Măng tây. Loài này được Turrill mô tả khoa học đầu tiên năm 1940.